# همه سگ‌ها به بهشت می‌روند
همه سگ‌ها به بهشت می‌روند (انگلیسی: All Dogs Go to Heaven) یک فیلم سینمایی پویانمایی آمریکایی در ژانر زوج هنری، موزیکال، کمدی-درام و فانتزی به کارگردانی دان بلات است که در سال ۱۹۸۹ منتشر شد.
قسمت دوم این فیلم در سال ۱۹۹۶ با عنوان همه سگ‌ها به بهشت می‌روند ۲ منتشر شد. قسمت سوم نیز با عنوان همه سگ‌ها در کریسمس نغمه می‌سرایند در سال ۱۹۹۸ منتشر شد.

## خلاصه داستان
نیو اورلئان، سال ۱۹۳۹. کارفیس، صاحب کازینو و شریک تجاری سابق سگی به نام چارلی، به نوچه‌اش دستور کشتن چارلی را می‌دهد. چارلی که در خلیج غرق شده، پای دروازهٔ بهشت چشم باز می‌کند. با این همه، چارلی که تشنهٔ انتقام از کارفیس است، ساعتی را که در بهشت به نام او است می‌دزدد تا دوباره به زمین بازگردد.